# Koreografija
Koreografija je umjetnost ili praksa dizajniranja niza pokreta fizičkih tijela (ili njihovih prikaza) u kojoj su gibanje, forma ili oboje određeni. Koreografija se također može odnositi na sam dizajn. Koreograf je onaj tko stvara koreografije prakticiranjem umjetnosti koreografije, postupak poznat kao koreografiranje. Koreografija se koristi u različitim područjima, uključujući navijanje, kinematografiju, gimnastiku, modne revije, klizanje na ledu, marširne orkestre, plesne zborove, kazalište, sinkronizirano plivanje, izradu videoigara i animiranu umjetnost. U scenskoj umjetnosti, koreografija se odnosi na ljudski pokret i formu. U plesu, koreografija je također poznata kao i plesna koreografija.
Riječ koreografija doslovno znači "pisanje plesa" od grčkih riječi "γραφή" (pisanje) i "χορεία" (kružni ples). Prvi put se pojavila u američko-engleskom rječniku u 1950-ima, a "koreograf" je prvi put korišten kao zasluga Georgeu Balanchineu u predstavi Broadwayja Na tvojim prstima 1936. godine.  Prije toga, scenske ili filmske zasluge su koristile fraze poput "sastave priredio" "plesove priredio", ili jednostavno "plesovi" za označavanje koreografa.